# Wipeout - Pronti a tutto!
Wipeout - Pronti a tutto! (Wipeout) è un programma televisivo statunitense, trasmesso in Italia da K2, Frisbee, CanalOne, GXT, Deejay TV, Spike, Dmax, VH1. È condotto dai due presentatori americani John Anderson e John Henson e commentato sul campo da Jill Wagner per 4 stagioni, la 5ª da Vanessa Lachey. In Italia è stato commentato da Lillo & Greg e, nel 2017, in occasione dell'inaugurazione di Spike, le prime tre stagioni sono state ri-commentate dal Trio Medusa.
Ogni puntata vede "protagonisti" ventiquattro concorrenti che, scelti indipendentemente della loro prestanza fisica, sono chiamati a superare diverse prove durante le quali verrà effettuata la selezione dei 4 migliori concorrenti. Questi ultimi accedono alla parte finale del gioco chiamata Wipeout Zone, ossia la sfida a tempo, più ardua ed esaltante per i telespettatori, che vedrà vincitore il concorrente che arriverà alla fine del tracciato con il più ridotto cronometraggio. Tale concorrente avrà diritto al premio, che consiste in 50.000 dollari.
Il game show ha un taglio ironico e comico: aiutati da partecipanti spesso "non all'altezza" dei compiti che vengono loro prospettati, i conduttori hanno gioco facile nell'inscenare sketch per il divertimento del pubblico a casa. Anche i conduttori italiani, Lillo e Greg, non rinunciano all'ironia, spesso incentrata sugli stessi conduttori americani, la cui conduzione è, nell'edizione italiana, perfettamente visibile e udibile.

## Le prove
Wipeout è diviso in quattro serie di prove, che spesso ricordano il più famoso gameshow Takeshi's Castle.

### "The Qualifier"(La qualificazione)
È la prima zona che i concorrenti, inizialmente ventiquattro, devono superare. È composta quasi sempre da 4 o 5 prove. Non è necessario superarle, ma almeno provarci, e chi non le supera può proseguire oltrepassando a nuoto l'intera zona. L'unica prova presente in tutte le puntate sono le "Grandi Palle" (the Big Balls), in gomma poste sopra altrettanti piedistalli, che sono un po' il simbolo del programma. Una volta che tutti i concorrenti hanno terminato le prove (con la possibilità di ritirarsi dal gioco) solo i 12 concorrenti che avranno impiegato il minor tempo passeranno alla fase successiva.

### "The Sweeper"(Lo spazzolatore)
Questa prova ha due differenti versioni. Nella prima ci sono dodici piedistalli (uno per ogni concorrente) sospesi sopra l'acqua. Un braccio gommoso (lo "spazzolatore"), riproposto periodicamente come un cerchio, passerà in modo circolare tra le file dei concorrenti, diminuendone progressivamente e inesorabilmente il numero. Compito dei concorrenti sarà quello di non farsi buttare in acqua dal braccio gommoso. Gli ultimi 6 concorrenti a rimanere sulle loro pedane passeranno il turno. Il gioco tuttavia non si arresta qui, in quanto l'ultimo concorrente a rimanere sulla propria pedana vincerà un premio aggiuntivo di mille dollari, sia che egli vinca o no il montepremi finale. Nella seconda versione ci sono sempre dodici pedane, da cui però i concorrenti dovranno saltare per arrivare su un braccio gommoso appositamente sistemato e da lì arrivare fino al centro della pedana di gioco, in cui si trovano 6 pedane per i concorrenti che passeranno al turno successivo. A mettere i bastoni tra le ruote ai concorrenti ci sono però altri due bracci gommosi che girano nel verso opposto.

### Zona 3
Questo turno del gioco ha diverse versioni:
- La "Girandola". I concorrenti sono posti su una specie di girandola che ruota a gran velocità per destabilizzarli (i conduttori Lillo e Greg sostengono che l'inventore di questo dispositivo sia Pico della Girandola, giocando sull'assonanza col nome del famoso filosofo italiano). Il primo concorrente che completerà la prova successiva passerà al turno seguente, mentre gli altri ripeteranno la girandola e le prove (che in totale sono due: ad ogni girandola i concorrenti dovranno superare una prova, e al successivo giro dovranno fare quella successiva) fino a quando non passeranno al turno finale quattro concorrenti.
- La grande palla appesa a un filo. I concorrenti dovranno camminare su una pedana semovente con una grossa palla di gomma appesa a un filo che ondeggia da una parte all'altra del percorso. Una volta che il concorrente cade dalla pedana il tempo finisce di scorrere e coloro che hanno raggiunto i quattro tempi più brevi passeranno in finale.
- Il percorso a ostacoli. I concorrenti dovranno camminare su un tapis roulant (indossando pinne da sommozzatori) sul quale verranno continuamente gettati degli ostacoli (a seconda delle puntate, possono essere palle da tennis o giocattoli gonfiabili).
- Le tre porte. I concorrenti dovranno camminare su una pedana semovente sulla quale sono disseminate tre "porte" che dovranno essere superate per arrivare alla fine del percorso. I quattro concorrenti che impiegano il minor tempo per completare il percorso passano al turno finale.
- Le forme. I concorrenti dovranno saltare su una pedana posta su un braccio gommoso di alcuni metri che si muove in modo circolare (simile allo "Spazzolatore") per passare attraverso quattro sagome poste durante il giro. I quattro concorrenti che le supereranno tutte, arrivando nella pedana finale con minor tempo, passeranno il turno.
- Il rodeo. I concorrenti dovranno rimanere aggrappati a un toro o una navicella spaziale (a seconda delle puntate) posti su un braccio gommoso (simile allo "Spazzolatore") che gira in modo circolare. Durante il giro vengono di solito messi vari ostacoli: pianeti di gomma appesi a un filo (per il razzo), fumo (per entrambi) ecc. I quattro concorrenti che riusciranno a rimanere aggrappati per più tempo (il tempo finisce di scorrere quando il concorrente cade nell'acqua sottostante) passeranno al gioco finale.

### "Wipeout zone"
La Wipeout Zone è la parte finale del programma ed anche la più difficile. I quattro concorrenti dovranno superare, uno per volta, un percorso a tratti simile a quello della prima parte di Wipeout. Il concorrente che supera tutte le prove col tempo migliore vince i 50.000 dollari. Il percorso non è identico in ogni puntata, però ci sono delle prove ricorrenti:
- "I barili rotolanti". I concorrenti devono arrampicarsi su una pedana con dei barili di gomma (chiamati in questo modo dal co-conduttore italiano Greg che gioca con il nome del conduttore Lillo, "Lillo barilotti", "Lillotti barilotti", "Lillo ciccioni", "Lillotti cicciottelli", "Lillo Tontoloni") che rotoleranno sulla pedana per impedire ai concorrenti la risalita.
- "Il cornicione." (chiamato scherzosamente dai due conduttori "cornicetto") I concorrenti dovranno appendersi a delle corde (o a degli appigli rossi), mentre i piedi dovranno stare su un piccolissimo e scivoloso cornicione, il tutto sotto una piccola e pesante cascata.
- "Il coso che gira con gli sgonfiotti rossi ficcati di sopra" (come è chiamata scherzosamente la prova dai conduttori italiani Lillo e Greg). I concorrenti dovranno saltare su una grossa pedana che gira in modo circolare con barili di gomma rossi messi per disturbare, aiutare o anche far cadere (se per caso il concorrente ci sbatte contro saltando) il concorrente, che poi dovrà saltare su una pedana dall'altra parte per continuare il percorso.
- "La cascatona." Si tratta di una salita su cui scorre una gran quantità d'acqua (una cascata, appunto) che i concorrenti dovranno risalire. A rendere difficoltosa la salita, però ci sarà anche un getto d'acqua molto potente (chiamato da Greg "cateratta") che viene usato una sola volta per concorrente.
- "I trampoloidi." Sono quattro trampolini posti a qualche metro di distanza l'uno dall'altro con un piccolo dislivello di altezza tra loro. I concorrenti devono saltarci sopra uno alla volta fino alla pedana finale (quando sono presenti, i trampolini sono sempre l'ultima prova della Wipeout Zone).

Oltre a questa prove ce ne sono molte altre più o meno ricorrenti.

## Le puntate speciali
Nel corso di Wipeout vi sono state varie puntate con tematiche e concorrenti diverse dal solito. A seguito le principali.

### "The Wipeys"
Una puntata strutturata in modo simile agli Oscar, in cui i conduttori americani John Henson e John Anderson presentano le nomination per i vari premi. Tra questi i più importanti sono: la migliore caduta, il miglior concorrente e altri. Sono stati anche dati premi ironici, come "Il miglior concorrente con una calzamaglia viola", che in realtà era uno solo, o "Il commento meno intelligente", che a detta dei conduttori italiani è stato: "Beh, ma i piccioni vestono di rosa e fanno oh...".

### "Wipeout Australia"
È stata una puntata svoltasi in Australia con concorrenti solamente australiani. I conduttori sono stati i soliti John Henson e John Anderson, ma al posto di Jill Wagner c'è stata una conduttrice australiana (molto simile fisicamente, però, a Jill), la bionda Kelly Landry. Altra peculiarità della puntata è stata il fatto che il montepremi finale fosse di soli 20.000 dollari.

### "Cheerleaders vs Couch potatoes" (Cheerleader contro sacchi di patate)
È stata una puntata dedicata interamente al football americano in cui si sono sfidate due categorie: cheerleader (ragazze abbastanza atletiche e attraenti) e "sacchi di patate" (ragazzi con non molta prestanza fisica). Quasi tutte le prove sono state dedicate al football o modificate per avere un design che lo ricordasse. Da citare il "motivatore" della puntata, un giocatore di football che in prossimità delle "Big Balls" si occupava di spingere i concorrenti troppo esitanti. La vincitrice della puntata è risultata una cheerleader.

### "Wipeout couples"
È stata una puntata in cui si sono sfidate 12 coppie di persone (quindi in totale i soliti 24 concorrenti), composte da un uomo e una donna, per la maggior parte moglie e marito. Durante il primo turno ogni coppia partiva insieme ma faceva ogni prova uno per volta, e il tempo contato era quello impiegato prima che tutti e due i membri delle coppie salissero sulla pedana finale. Nello "Spazzolatore" è stata usata la seconda versione, quella con le sei pedane al centro dell'area di gioco. Varie persone sono rimaste senza partner e il gioco è andato avanti fino a quando non sono arrivate sulla pedana tre coppie (quindi sei concorrenti). Nel terzo turno è successa la stessa cosa in quanto ad un certo punto del gioco tutte le coppie sono rimaste divise. Alla fine solo due coppie (quindi quattro concorrenti) sono passati alla "Wipeout zone". Nella Wipeout zone, infine, ogni concorrente faceva le prove singolarmente e alla fine si univano i due tempi impiegati dai componenti delle coppie.

### "All Stars"
In questa puntata si sono sfidati 24 concorrenti che erano già stati concorrenti di Wipeout (non necessariamente i vincitori della loro puntata). Per il resto, è stata una normale puntata di Wipeout.

### "The Final"
In questa puntata si sono sfidati i 24 vincitori delle puntate precedenti, ed il montepremi era di 100000 £, il doppio delle normali puntate di Wipeout.

## I presentatori

### Statunitensi

#### Jill Wagner

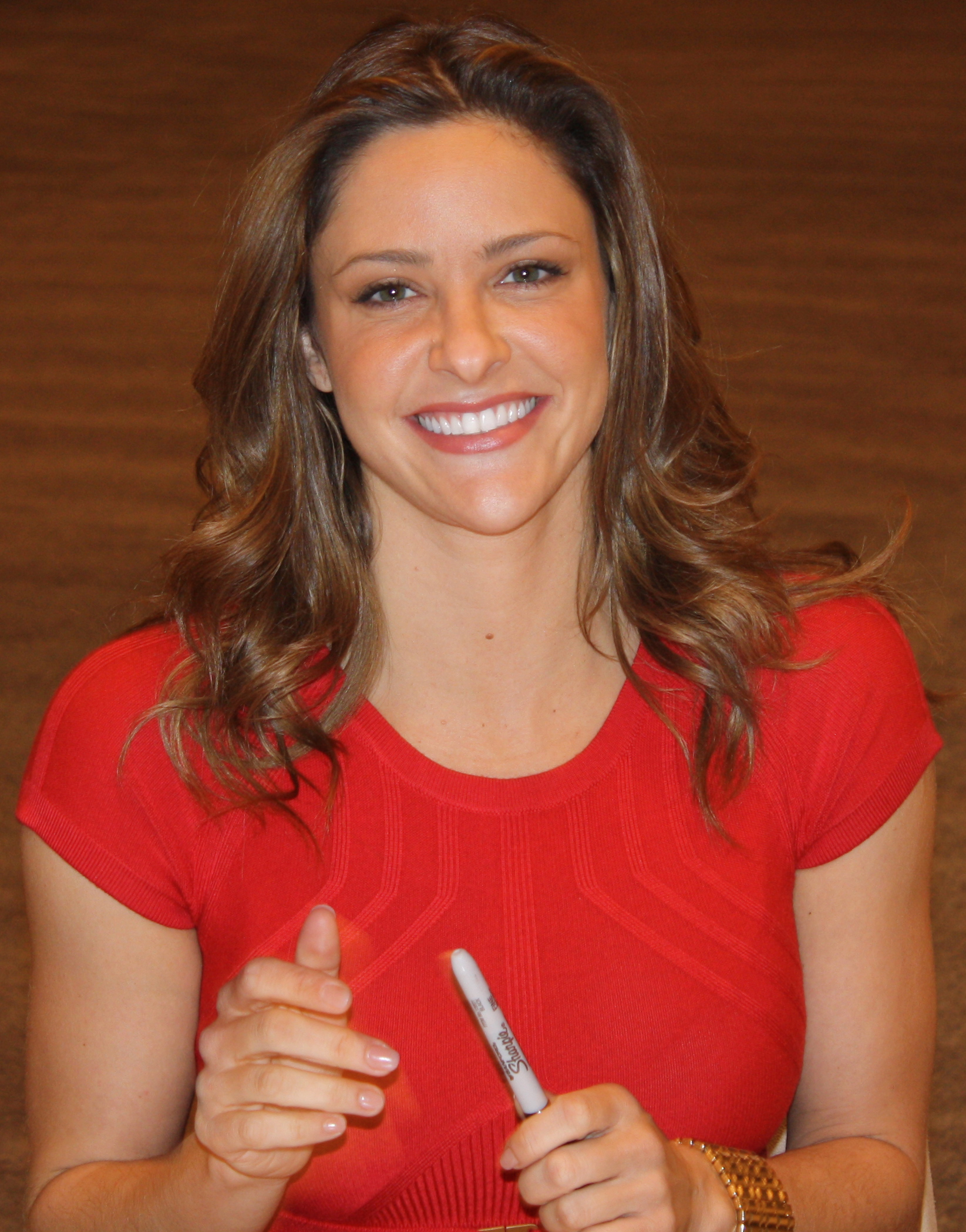
Jill Wagner

È la "reporter a bordo campo" del programma. È lei ad occuparsi delle interviste ai concorrenti prima delle prove e commenta passo passo le loro "imprese".

#### John Anderson
È il co-conduttore del programma (insieme a John Henson). All'inizio di ogni puntata, insieme a Henson, spiega le regole del gioco e dopo ogni prova commenta le prestazioni dei concorrenti. Si comporta quasi sempre in modo serio e posato. Di solito recita in varie gag insieme a Henson.

#### John Henson
È il co-conduttore del programma (insieme a John Anderson). All'inizio di ogni puntata spiega le regole del gioco insieme ad Anderson e dopo ogni prova commenta le performance dei concorrenti. È spesso protagonista di siparietti comici in cui di solito utilizza la sua simpatia e la sua mimica facciale per fare ridere.

### Italiani

#### Lillo & Greg
Sono i commentatori italiani del programma. Solitamente non vengono inquadrati, ma quando ciò avviene vengono sempre fatti vedere all'interno di una cornice gialla di grafica. Come Henson ed Anderson, anche Lillo e Greg improvvisano spesso varie gag, qualche volta incentrate proprio sulla conduzione dei due conduttori americani.
Dal 2015 il programma viene trasmesso anche da Deejay TV.

#### Il Trio Medusa
Dal 2017, Spike, trasmette le restanti stagioni del Game Show, con il commento affidato al Trio Medusa, che commenta ironicamente il programma, spesso prendendo anche in giro i due conduttori inglesi.

## Adattamenti esteri

### Total Wipeout
Total Wipeout è un adattamento britannico del programma, presentato da Richard Hammond.

### Wipeout Australia
Basato sull'episodio speciale, si tratta di una stagione di 8 episodi basata in Australia

## Riconoscimenti
- 2015 - Kids' Choice Awards
  - Nomination Reality Show preferito